# Заливна риба слон
Заливната риба слон (Callorhinchus capensis) е вид химер от семейство Callorhinchidae. Видът не е застрашен от изчезване.

## Разпространение и местообитание
Разпространен е в Намибия и Южна Африка (Западен Кейп, Източен Кейп, Квазулу-Натал и Северен Кейп).
Обитава крайбрежията на океани и морета. Среща се на дълбочина от 10 до 374 m, при температура на водата от 6,1 до 20,5 °C и соленост 34,4 — 35,4 ‰.

## Описание
На дължина достигат до 1,2 m, а теглото им е максимум 5250 g.
Продължителността им на живот е около 12 години. Популацията на вида е стабилна.